# 世自在王仏
世自在王仏（せじざいおうぶつ）は、大乗仏教の信仰対象である如来の一尊。法蔵菩薩（阿弥陀如来）の師仏とされる。梵名は「ローケーシュヴァラ・ラージャ」(Lokeśvararāja)。その意は「世間において自在である王」、「世間の中の自在者の王」であり、「世自在王」と訳される。別名は、音写された「楼夷亘羅」と、意訳された「世饒王仏」（せにょうおうぶつ）がある。
法蔵菩薩が「嘆仏偈」（「讃仏偈」）で讃嘆し、「四十八願」・「四誓偈」（「重誓偈・三誓偈」）で誓いを述べた相手である。ローケーシュヴァラ（Lokeśvara）という語はシヴァ神や観世音菩薩に対しても用いられている。また『ローケーシュヴァラ讃』（Lokeśvararāja-stava）という書物が存在している。
今をさかのぼること無数劫という遥か過去の時代の仏で、『無量寿経』のサンスクリット本『スカーヴァティー・ヴィユーハ』では「ディーパンカラ」から過去にさかのぼること81番目にローケーシュヴァラ・ラージャという名の如来（世自在王仏）が世に出られたと説かれ、康僧鎧による漢訳『仏説無量寿経』では「錠光如来」より54番目に世自在王仏が興出されたと説かれ。世自在王仏より前に興出された仏たちを「五十三仏」という。